# CGC Viareggio 1976
Questa voce raccoglie le informazioni riguardanti il CGC Viareggio nelle competizioni ufficiali della stagione 1976.

## Stagione
Il CGC Viareggio viene ammesso nel girone A della Serie B. Sembra di rivedere il campionato dell'anno precedente: questa volta in fuga va il Valdagno e i bianconeri sono costretti ad inseguire. Però a metà campionato i veneti hanno un calo ed i viareggini ne approfittano, prima arrivando a pari punti e poi allungando. Bisogna aspettare lo scontro diretto a Valdagno, che deciderà le sorti del campionato. Il Viareggio riesce a prendere un punto, un pareggio nervoso e spigoloso. Il 17 luglio 1976, nell'ultima gara interna, Il CGC Viareggio batte il Torino per 13-6 e ritorna meritatamente in Serie A per la terza volta. Ma la stagione ha ancora da dire.
A fine settembre, il CGC Viareggio, nel concentramento del PalaBarsacchi, passa il turno e ai quarti di finale di Coppa Italia troverà il Follonica (Quinta classificata in Serie A).
Doppio confronto superato, grazie alla regola dei gol in trasferta ed accede alla semifinale contro il Trissino (Nono classificato in Serie A).
Addirittura i bianconeri vincono in Veneto e lo battono pure al ritorno in casa a Viareggio. È la prima finale della squadra bianconera.
Solo il monumentale Novara, vittorioso di record di campionati, fermerà i bianconeri.

## Maglie e sponsor
|  | 1ª divisa | 2ª divisa |

## Rosa
| N° | Naz.              | Ruolo | Sportivo             |  |  |  |
| -- | ----------------- | ----- | -------------------- |  |  |  |
| 1  | Italia (bandiera) | P     | Franco Palagi        |  |  |  |
| 10 | Italia (bandiera) | P     | Alessandro Pardini   |  |  |  |
| 10 | Italia (bandiera) | P     | Alessandro Cupisti   |  |  |  |
| 2  | Italia (bandiera) | E     | Marcello Della Latta |  |  |  |
| 3  | Italia (bandiera) | E     | Paolo Bandieri       |  |  |  |
| 4  | Italia (bandiera) | E     | Riccardo Pardini     |  |  |  |
| 5  | Italia (bandiera) | E     | Rinaldo Musetti      |  |  |  |
| 6  | Italia (bandiera) | E     | Lirio Valenti        |  |  |  |
| 7  | Italia (bandiera) | E     | Alessandro Pagni     |  |  |  |
| 8  | Italia (bandiera) | E     | Franco Piacentini    |  |  |  |
| 9  | Italia (bandiera) | E     | Francesco Martini    |  |  |  |
|    | Italia (bandiera) | E     | Consorti             |  |  |  |
|    | Italia (bandiera) | E     | Cinquini             |  |  |  |
|    | Italia (bandiera) | E     | Maggi                |  |  |  |
|    | Italia (bandiera) | E     | Marco Pardini        |  |  |  |

## Risultati Coppa Italia 1976

### Ottavi di finale
| Viareggio 24 settembre 1976, ore 21:00 CEST 1 giornata | CGC Viareggio | 6 – 1 | Migros Migliarina | PalaBarsacchi |
| \| \| \| \| \| Bargellini \| Allenatori \| \|          |               |       |                   |               |
|                                                        |               |       |                   |               |
| Bargellini                                             | Allenatori    |       |                   |               |

| Viareggio 25 settembre 1976, ore 21:00 CEST 2 giornata | CGC Viareggio | 7 – 0 | Hockey Viareggio | PalaBarsacchi |
| \| \| \| \| \| Bargellini \| Allenatori \| \|          |               |       |                  |               |
|                                                        |               |       |                  |               |
| Bargellini                                             | Allenatori    |       |                  |               |

| Viareggio 26 settembre 1976, ore 21:00 CEST 3 giornata | CGC Viareggio | 6 – 4  | Atl. Forte dei Marmi | PalaBarsacchi |
| \| \| \| \| \| Bargellini \| Allenatori \| Verona \|   |               |        |                      |               |
|                                                        |               |        |                      |               |
| Bargellini                                             | Allenatori    | Verona |                      |               |